# Herb Roedel
Herbert Thomas Roedel (Appleton, 30 de marzo de 1939-San Francisco, 25 de julio de 2022) fue un futbolista profesional estadounidense que jugó como guard durante una temporada en la American Football League (AFL) para los Oakland Raiders. Jugó fútbol americano universitario en la Universidad Marquette.

## Biografía

### Primeros años
Roedel nació el 30 de marzo de 1939 en Appleton, Wisconsin. Asistió a St. Mary Catholic High School en Neenah, Wisconsin donde fue un jugador estrella de fútbol tanto en ataque como en defensa. Un artículo en News-Record escribió sobre Roedel: "[él] ha jugado tantos minutos de ataque y defensa como cualquier miembro del club. En más de un partido ha llegado hasta el final. Herb es un jugador de 200 libras que se ha desarrollado como uno de los mejores bloqueadores directos del equipo y un punto fuerte defensivo". En su tiempo en St. Mary, Roedel ganó la Conferencia Católica All-Fox Valley, así como todos los honores estatales.
Después de graduarse de St. Mary, Roedel se unió a la Universidad Marquette con una beca completa de fútbol. The Post-Crescent informó que fue calificado como "un gran prospecto de guard". Estuvo entre los 29 estudiantes de primer año en ganar números de fútbol en 1957. Ingresó al equipo universitario en 1958 y comenzó a ver acción como guard. En 1959, Roedel obtuvo una carta universitaria y se convirtió en base titular. Continuó como titular en su temporada senior en 1960.
Roedel, quien estudió ingeniería mecánica en Marquette, se graduó en 1961.

### Carrera
Después de no ser seleccionado en el Draft de la NFL de 1961, los Dallas Cowboys firmaron a Roedel. Se presentó al campo de entrenamiento en julio. Después de no estar en la lista final allí, Roedel fue contratado por los Oakland Raiders en la Liga de Fútbol Americano (AFL) rival. Comenzó la temporada como el guard izquierdo número dos del equipo y vio acción como suplente. Después de que Wayne Hawkins sufrió una lesión, Roedel se convirtió en base titular durante un tiempo. Terminó su año de novato con 14 apariciones y dos aperturas.
Después de solo una temporada de fútbol profesional, Roedel anunció en marzo de 1962 que se retiraba para concentrarse en una carrera de ingeniería.

### Últimos años
Más tarde, Roedel se convirtió en ingeniero en San Francisco, California. También corrió veleros en el cercano St. Francis Yacht Club. Posteriormente, fue un ávido ciclista de carretera. Fue a través del ciclismo que conoció a su futura esposa, Jessica Wimer. Se casaron el 28 de mayo de 1983 y se radicaron en San Rafael. La pareja tuvo dos hijos. Más tarde, Roedel inició un negocio y lo llamó Derex Company, en honor a sus dos hijos, Alex y Derek.
En 1988, Roedel fue incluido en el Salón de la Fama Atlética de St. Mary Catholic High School.
Falleció el 25 de julio de 2022, a la edad de 83 años.